# Liste der Bürgermeister von Eemsdelta
Dies ist die Liste der Bürgermeister der Gemeinde Eemsdelta in der niederländischen Provinz Groningen seit ihrer Gründung am 1. Januar 2021.
| Bürgermeister | Bürgermeister  | Partei | Partei       | Amtszeit  | Anmerkungen   |
| ------------- | -------------- | ------ | ------------ | --------- | ------------- |
|               | Gerard Beukema |        | PvdA         | 2021–2022 | kommissarisch |
|               | Ben Visser     |        | ChristenUnie | 2022–     | [ 2 ]         |